# Vanguardias cinematográficas
Las vanguardias cinematográficas, también conocido como cine de vanguardia, fueron una serie de movimientos cinematográficos que se desarrollaron en el siglo XX de forma paralela a las vanguardias pictóricas. 
Entre las Vanguardias cinematográficas se encuentran corrientes cinematográficas más específicas como fueron: cine simultaneista, cine surrealista, expresionismo alemán, impresionismo cinematográfico francés, cine abstracto, cine figurativo o el constructivismo soviético.
Autores como Man Ray, Jean Epstein, Walter Ruttman o Hans Richter renunciaron en sus filmes a la narración típica o lineal, guiándose por la expresión artística, la abstracción, el ritmo, el montaje, la música, las referencias complejas o el formalismo.

## Historia
El término "vanguardismo" proviene del francés "avant-garde" que significa, en la jerga militar, la parte más adelantada del ejército, la guardia de delante. Este término se usó para describir una serie de movimientos artísticos nacidos a principios del siglo XX y conocidos como las Vanguardias artísticas. Sin embargo, no fue hasta la década de los 20 cuando este movimiento pictórico y escultórico se transportó al medio cinematográfico.
Las Vanguardias cinematográficas surgen en un momento histórico en el que el tema principal que abarca el arte es el avance rápido de los acontecimientos, de los recursos, de las herramientas, de la vida y de la sociedad. El arte se encarga de mostrar todo este dinamismo que sufre la Historia a través de los medios que posee cada uno de los artes. Es en este contexto en el que mejor desarrollaron sus ideas los cineastas "simultaneistas" que buscaban representar imágenes de manera completamente simultánea mediante la luz y el montaje. Estos cineastas vieron sus ideas materializadas en juguetes como las monedas con dibujos en ambas caras o el caleidoscopio.
El cine vanguardista se cuestionó el modelo de representación cinematográfica siguiendo los pasos de las Vanguardias pictóricas, escultóricas y musicales que buscaban acabar con todos los modelos establecidos en el arte anterior. Con esto, el cine pasó a considerarse un arte más, cosa que antes no ocurría dado que se consideraba un medio comercial para ganar dinero. Esto se logró cuestionando una figura por encima de las demás, la de Griffith y su montaje invisible.
La mayor parte de las películas vanguardistas sirvieron como medio de experimentación usados para romper con las formas preestablecidas. Son películas no narrativas y sin interés comercial. Estos artistas veían en el cine un medio de expresión que podía mostrar lo más íntimo del ser humano: sus anhelos, angustias o fantasías. Sin embargo, el mayor avance cinematográfico que se alcanzó con el cine vanguardista fue en la relación entre lenguaje y cine, provocando debates que hicieron a este lenguaje avanzar y proponiendo diversos modelos de representación alternativos a los impuestos por las corrientes anteriores. Estas películas, como parte de una corriente que las engloba, cumplían una serie de características, tales que:
- Imagen como recurso expresivo más importante: la composición, escala, tiempo de plano, escala de planos, tipos de planos, etc.
- Recursos visuales de las imágenes. Huyen del punto de vista frontal y acuden a picados y contrapicados. De esto surge que la imagen se reparta por todo el fotograma dado que no hay planos frontales.
- Es un cine no comercial o se desarrolla al margen de los canales comerciales de su momento de desarrollo.
- Es un cine internacional aunque cada país cuenta con una corriente vaguardista diferente. Alemania con el expresionismo, Rusia con el constructivismo y Francia con la Escuela Cinematográfica Francesa de entreguerras. En esta última escuela, se desarrollaron otros géneros como el cine abstracto, el cine figurativo, el cine impresionista o el cine surrealista de la mano de Luis Buñuel y Salvador Dalí.[3]

## Cine abstracto

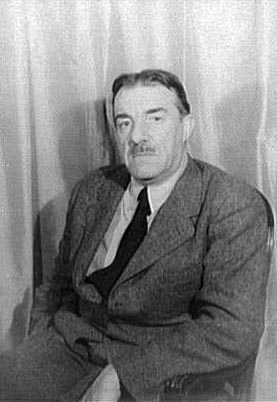
Fernand Léger, director de Ballet mecanique (1924)

El cine abstracto es un subgénero del cine experimental, que consiste en una oposición al cine convencional al representar solo la noción o una relación a una representación completa. Lo anterior puede aplicarse en cualquier campo, en los guiones de los personajes, en las características del reparto o incluso en los objetos a utilizarse dentro de un filme. La abstracción se ha convertido en un hecho común en cualquier filme aunque con el tiempo cayó en desuso la producción de películas netamente abstractas, para principio de la década de 1990 resurgió una nueva ola de filmes abstractos sustentándose en el cine experimental que le ha dado un nuevo desarrollo. 
Esta corriente, aunque fue de las más desarrolladas por toda Europa, se considera una corriente ligada a la Escuela Cinematográfica Francesa de entreguerras dado que su nacimiento fue en ella de la mano de Fernand Léger con el filme Ballet mecanique (1924).
Este género cinematográfico cuenta con una serie de recursos o características propias:
- Deformación del objeto o del espacio.
- Aislamiento del objeto.
- Trucos ópticos.

### Directores y títulos
- Fernand Léger: Ballet mecanique (1924 ) (también considerado director de cine surrealista).
- Walter Ruttman: Opus 1, Opus 2 (1921).
- Norman McLaren.
- Oskar Fischinger.
- Viking Eggeling: Symphonie diagonale (1924 ).

## Cine Impresionista francés

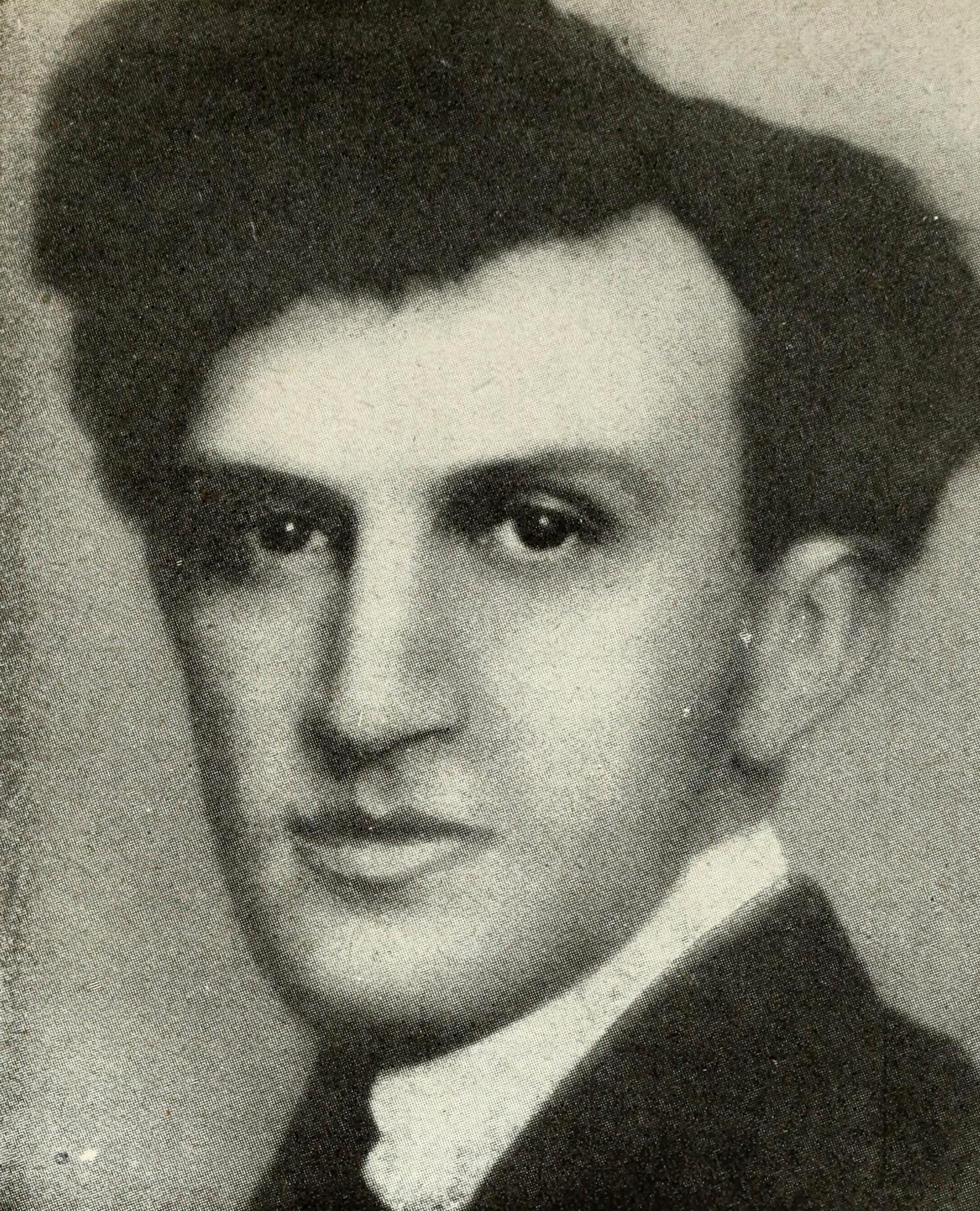
Jean Epstein, director de Coeur Fidèle (1923)

El impresionismo cinematográfico francés es un movimiento cinematográfico perteneciente a la Escuela Cinematográfica Francesa de entreguerras que debe su nombre a sus semejanzas con la pintura impresionista de finales de siglo XIX. Entre ellas, destaca que tanto el cine impresionista como la pintura impresionista buscaron la forma de reflejar sentimiento en poco tiempo y en poco espacio. Además, en ambos artes se busca encarnar el estado anímico mediante la representación de imágenes paisajísticas. Esto se ejemplifica en pinturas como las de Claude Monet o Vincent Van Gogh y en la película Cœur fidèle de Jean Epstein.

### Directores y títulos
- Abel Gance: La roue (1923) y Napoelón (1926)
- Louis Delluc: Fièvre (1921) y L'inondation (1923)
- Germaine Dulac: La souriante Madame Beudet  (1923) y La coquille et le clergyman (1928)
- Marcel l'Herbier: L'inhumaine (1924) y L'argent (1928)
- Jean Epstein: Coeur Fidèle (1923) y La chute de la maison Usher (1928)

## Cine surrealista
La corriente cinematográfica del surrealismo surgió en París en la década de los años 20 con la premisa de expresar el subconsciente de forma poética y supuso un enfoque vanguardista de la teoría y producción cinematográfica. La corriente del surrealismo, muy influenciada por la teoría de los sueños de Freud, hacía uso de imágenes singulares, absurdas, poco convencionales y abstractas. Con todas estas acciones, desafiaron las premisas impuestas por el cine de los años anteriores pues ese buscaba la representación fiel de la realidad.

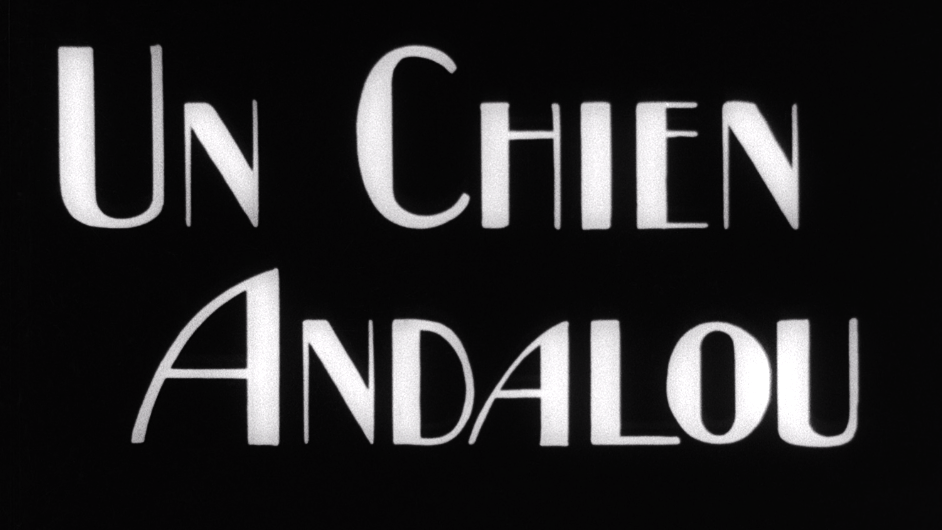
Título de Un chien andalou, película de Luis Buñuel.

El cine surrealista contó con una serie de características que le diferenciaban de los otros:
- Rechazo de la psicología dramática y del realismo.
- Yuxtaposición de imágenes.
- Uso de las imágenes para causar un gran impacto sobre los espectadores.

Las primeras expresiones del movimiento artístico del surrealismo se dieron en torno al grupo de autores formado por André Breton, Paul Eluard, Louis Aragon y Philip Soupault. Estos experimentaron con la escritura automática, una manera de escribir que rompía con las normas de escritura establecidas, mediante este tipo de escritura, las obras adquirían un estatus racional totalmente distinto.

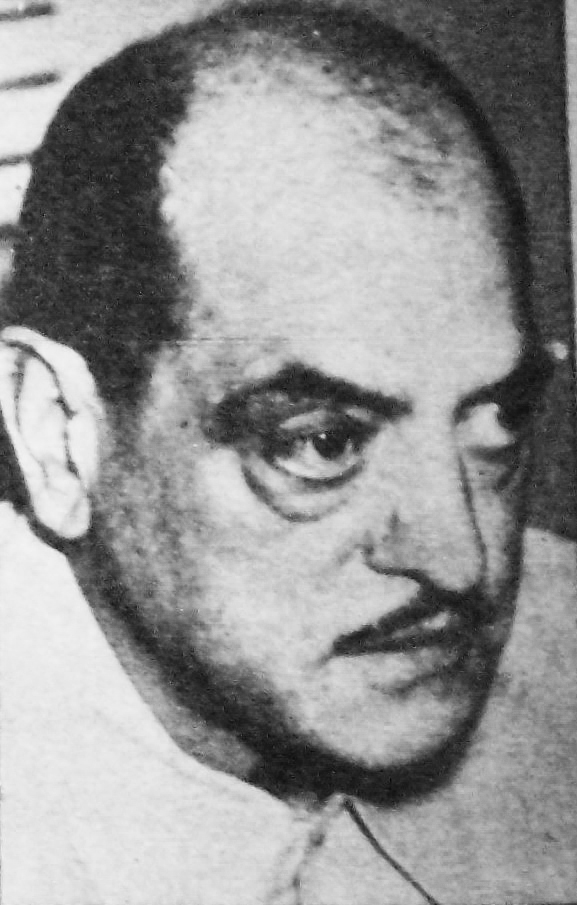
Luis Buñuel, cineasta más representativo del cine surrealista.

A pesar de que desde principios de esta década se hacían películas acuñadas dentro del término "surrealista", la primera película considerada surrealista fue La Concha y el reverendo (1928) de Germaine Dulac con guion de Antonin Artaud. Aun siendo este el primer film surrealista, la personalidad más importante dentro de la corriente cinematográfica fue Luis Buñuel. Luis Buñuel fue el director de cine español que supo trasladar de forma fiel los principios surrealistas a la pantalla. Buñuel comenzó su camino en el mundo del cine en París, desempeñando la labor de ayudante de dirección en varias películas de Jean Epstein. Sus películas propias de mayor renombre son Un chien andalou y L'Âge d'or, en las que contó con la colaboración del pintor surrealista Salvador Dalí, quien fue compañero suyo en la Residencia de Estudiantes de Madrid durante sus estudios universitarios.
En el cine surrealista, surgieron unas temáticas que generaron más interés entre los directores que otras, estas fueron la transmisión de la atmósfera y los estados oníricos, la crítica a las tradiciones e instituciones sociales tales que la religión, el matrimonio, la familia, etc; y, por último, la representación de los fuertes sentimientos de anhelo, amor y deseo sexual (a lo que André Breton llamó «amor loco», amour fou).

### Directores y títulos
- Luis Buñuel: Un chien andalou (1929) y L'Âge d'or (1930).
- Fernand Léger: Ballet mecanique (1924) (también considerado un director de cine abstracto).
- Man Ray: L'Étoile de mer (1928)

## Cine figurativo
Se entiende como arte figurativo a aquel arte que se define como una representación exacta de figuras. Estas figuras pueden ser imágenes identificables u objetos reconocibles. Se manifestó en la pintura y escultura imitando a la naturaleza, copiándola, lo que los griegos denominaban "mímesis". No exige en el observador un gran esfuerzo mental para comprender lo que está ocurriendo ya que todo está expuesto ante los ojos de quien lo contempla. Por esto y por sus características principales (como el uso del realismo artístico o la verosimilitud) se dice que el arte figurativo es contrario al arte abstracto.
En cuanto al cine figurativo, la pieza más representativa de esta corriente fue Paris qui dort de René Clair. En esta película, se refleja la importancia que han tomado la evolución y el movimiento de la vida dentro de la sociedad de la década de los 20. La sociedad vanguardista estaba obsesionada con la representación, de una manera u otra, del movimiento veloz y del dinamismo. En este caso, se muestra este movimiento de las vidas parisinas mediante la paralización de muchos otros para mostrar las consecuencias de esta velocidad adquirida.

### Directores y títulos
- René Clair: Paris qui dort (1925)

## Cine puro

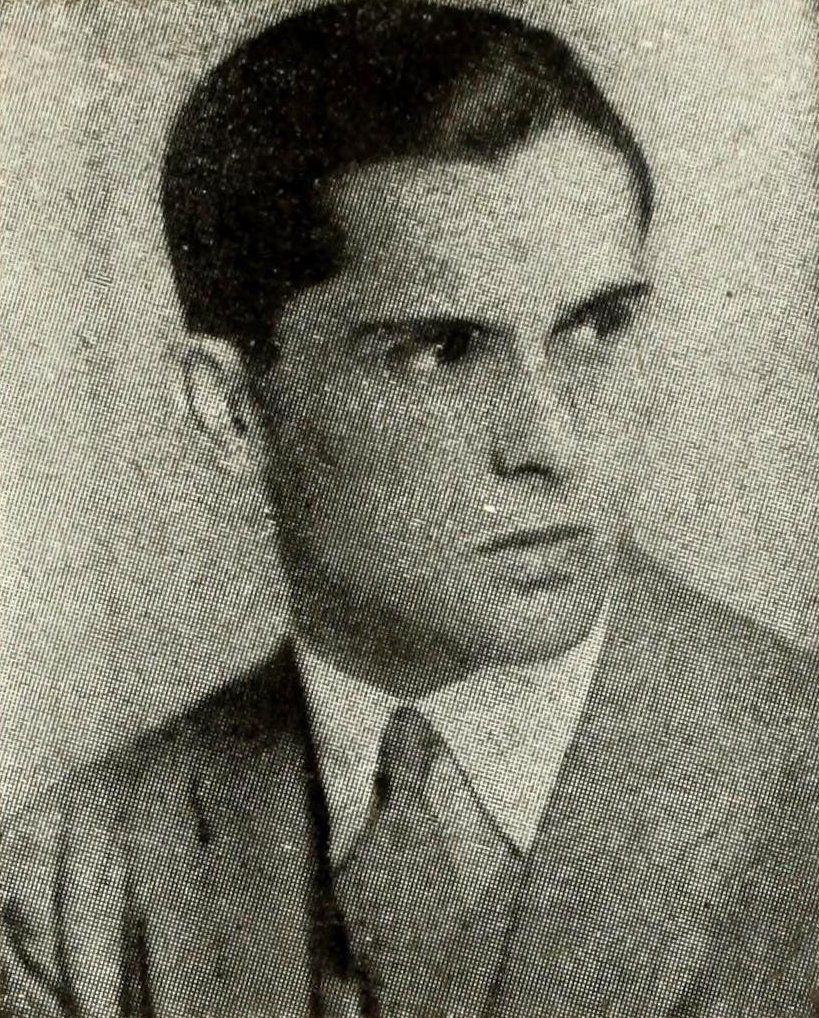
Henri Chomette, director más destacado del cine puro

El cine puro (cinéma pur en francés) es un movimiento de vanguardia creado en la década de los años 20 en París por cineastas franceses que "querían devolver el medio a sus orígenes elementales" de "visión y movimiento" y que declaran que el cine es un arte propio. Las películas de cine puro se caracterizan por no tener ni historias ni personajes que transmiten experiencias emocionales. No se muestran elementos reconocibles, únicamente se ven formas y figuras indefinidas acompañadas de luces que parpadean sin seguir un patrón. Es decir, son películas no narrativas que juegan con efectos visuales, rítmicos y distintos tipos de planos cercanos, como el primer plano o el plano detalle. Este fenómeno era también habitual en la animación.

### Directores y títulos
- Henri Chomette: Cinq minutes de cinéma pur (1926) y Reflejos de luz y velocidad (1925)

## Cine constructivista soviético

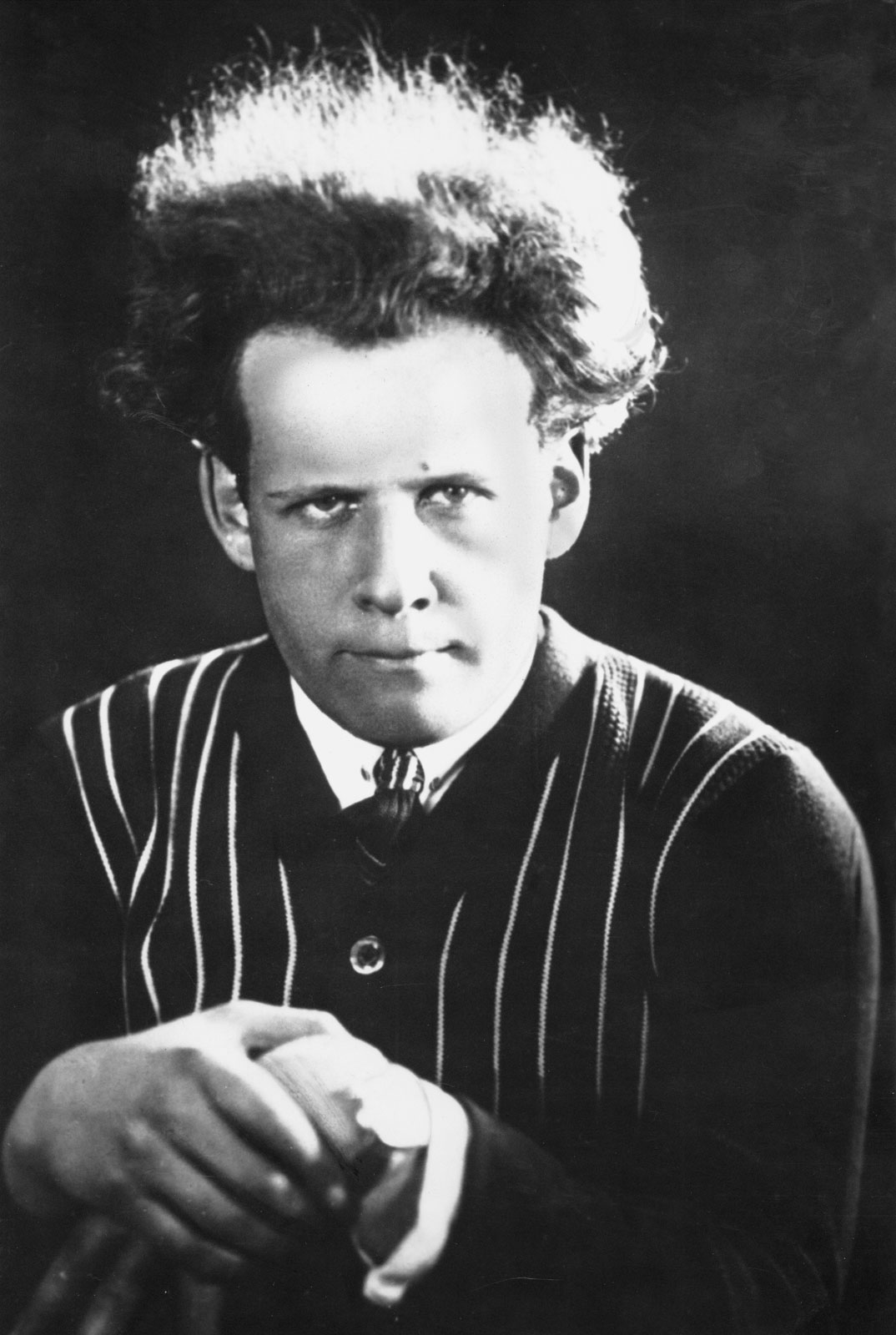
Serguéi M. Eisenstein, director más representativo del cine soviético.

El cine soviético de la década de los años 20 (o de la época vanguardista) era un cine experimental. El Gobierno lo reforzaba y obligaba a las películas a tener un grado de experimentación buscando romper con lo establecido y fomentando un cine nuevo e innovador. Los soviéticos buscaron diferenciarse del resto de cinematografías, como la americana, centrada en mantener las bases burguesas heredadas del teatro del siglo XIX buscando la rentabilidad económica, que empieza a incorporar las ideas más revolucionarias de las Vanguardias que están teniendo lugar en el resto de Europa y en las que se inspiró el cine soviético. 
Las políticas que se dieron en esta época en la Unión Soviética supusieron el nacimiento de una cinematografía plenamente propagandística que recurría a temas del pasado con un afán completamente educativo. En este cine, una de las características principales fue la difuminación de la línea entre ficción y realidad, además de la creación de escenas históricas muy realistas. Otra característica esencial de este cine es la desaparición del personaje individual en preferencia de un personaje principal colectivo. La historia ya no giraba en torno a una única figura, sino que giraba en torno a un grupo, al pueblo, mostrando el espíritu colectivista socialista frente al individualismo liberal típico del capitalismo. Estos colectivos encarnaban a las masas a quienes iban dirigidas las películas. El cine de masas formaba a los espectadores en su espíritu revolucionario. A esto, Eisenstein lo llamó Cine-Puño.

### Montaje soviético
Lo más importante del cine soviético fue su aportación en cuanto a la concepción de esta época del montaje. Se estudió, se analizó y se avanzó en cuanto a todo lo referido a este aspecto cinematográfico. El montaje soviético llevó a la experimentación a un nivel más alto y sus aportaciones son una parte fundamental de la historia de la edición cinematográfica debido a su gran innovación.
Una de las vertiente más importantes fue la que Serguéi M. Eisenstein desarrolló en sus obras ensayísticas: el Cine-Puño y el montaje de atracciones. Con estos conceptos se desarrolla una visión del montaje como un choque de planos que busca impactar y motivar al público. Mediante la lectura de las obras ensayísticas del cineasta Eisenstein, se puede averiguar la existencia de distintos montajes: montaje métrico, montaje rítmico, montaje tonal, montaje sobretonal y montaje intelectual. La otra vertiente la protagonizó, el también director de cine, Dziga Vertov, que defendía que el montaje se usa para unificar fragmentos de realidad y se debe buscar la plasmación de esta realidad sin artificios o preparación. Esto último se conoce como el Cine-Ojo.
Otras características del montaje soviético son las innovaciones propuestas con el efecto Kuleshov que habla de la superposición de planos, usado para crear relaciones simbólicas con el espectador o planos de detalles de relevancia. 

### Directores y títulos
- Serguéi M. Eisenstein: La huelga (1924), El acorazado Potemkin (1925) y Octubre (1927).
- Dziga Vertov: El hombre de la cámara (1929).
- Alexander Dovzhenko: Tierra (1930).
- Vsévolod Pudovkin: La madre (1929)

## Cine expresionista alemán

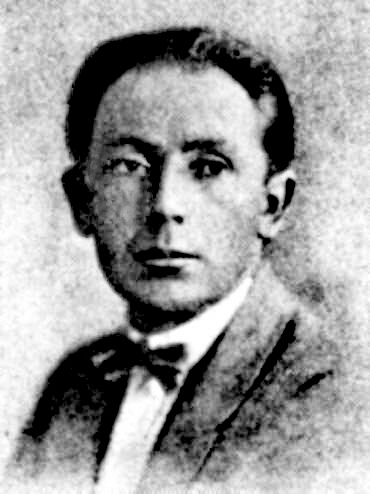
F. W. Murnau, director integrado dentro del cine expresionista.

El expresionismo alemán fue una de las grandes vanguardias cinematográficas de los años 20. La principal característica de este movimiento es el intento de representación opuesta al naturalismo y observación objetiva de los hechos y sucesos externos, haciendo énfasis en todo lo subjetivo de lo que ocurre. Para el artista expresionista, la visión interna y personal es el factor que hace su arte, que se extiende a aquello que intenta representar deformándolo, intentando encontrar la esencia de cada objeto, situación o, incluso, personaje. Algunas de sus principales preocupaciones se materializaban en las críticas que realizaban al materialismo en la sociedad de la época, la vida urbana y en forma de visiones apocalípticas sobre el colapso de la civilización coetánea, a veces conteniendo de forma medianamente discreta un contenido político revolucionario.
Este expresionismo audiovisual se caracteriza, en mayores rasgos por:
- Atmósferas cargadas.
- Simbolismo continuo.
- Uso contrastado de las luces y las sombras.
- Decorados que sirven para deformar la realidad hasta llevarla al extremo de la locura.
- Influencia de temáticas de la literatura del Romanticismo.
- Búsqueda de la representación del estado de ánimo interior de los personajes mediante la fotografía y los decorados, además de mediante las posiciones y angulaciones de cámara (picados o contrapicados).[9]

### Directores y títulos
- Robert Wiene: El gabinete del Dr. Caligari (1919).
- Paul Wegener: El Golem (1920).
- F. W. Murnau: Nosferatu (1922).
- G.W. Pabst: Misterio de un alma (1926).
- Fritz Lang: El doctor Mabuse (1922), Metrópolis (1927) y M, el vampiro de Düsseldorf (1931).